# Physocleora marcia
Physocleora marcia är en fjärilsart som beskrevs av William Schaus 1927. Physocleora marcia ingår i släktet Physocleora och familjen mätare. Inga underarter finns listade i Catalogue of Life.